# Línea Nagahori Tsurumi-ryokuchi
La Línea Nagahori Tsurumi-ryokuchi (長堀鶴見緑地線 Nagahori Tsurumi-ryokuchi sen) es una línea del metro de Osaka. Este línea es la primera línea de metro para usar motores lineales en Japón; se conecta el distrito de Taisho con el parque de Tsurumi-ryokuchi (y la ciudad de Kadoma). Los nombres oficiales de este línea son Línea 7 de la Tranvía Eléctrica Rápida (高速電気軌道第7号線) y Línea 7 del Ferrocarril Rápido de la Ciudad de Osaka (大阪市高速鉄道第7号線).

## Historia
La línea lleva el nombre de la calle Nagahori (un camino en el centro de Osaka) y la parque de Tsurumi-ryokuchi (que acogió la Exposición Internacional de Flores y Verdor (Expo 90) en 1990). Este línea fue inaugurada en el 31 de marzo de 1990 entre la estaciones Kyobashi y Tsurumi-ryokuchi para proveer el acceso a la parque durante la exposición. 
Después de la exposición, hubo planes para extender la línea a una estación cerca del Castillo de Osaka y las oficinas del gobierno de la prefectura de Osaka. Sin embargo, hay muchos artefactos alrededor del castillo; como resultado, la línea fue extendido a lo largo de una ruta alternativa vía la estación Morinomiya. En el 11 de diciembre de 1996, la extensión fue inaugurada con estaciones a Osaka Business Park, Morinomiya, Tamatsukuri, Tanimachi Rokuchome, Matsuyamachi, Nagahoribashi, y Shinsaibashi. La línea fue realizada en el 29 de agosto de 1997 cuando una extensión a la estación Taisho fue inaugurada (al mismo tiempo, una estación al este de Tsurumi-ryokuchi a Kadoma-minami fue abierto).
Entre 2010 y 2011, la línea recibió puertas de andén en todas de las estaciones.

## Estaciones
| Código | Estación                              | Japonés                             | Longitud (km) | Transferencias                                                                               | Ubicación            | Ubicación                                    |
| ------ | ------------------------------------- | ----------------------------------- | ------------- | -------------------------------------------------------------------------------------------- | -------------------- | -------------------------------------------- |
| N11    | Taishō                                | 大正                                | 0,0           | JR West: Línea Circular de Osaka                                                             | Taisho-ku, Osaka     | 34°39′57″N 135°28′44″E / 34.66583, 135.47889 |
| N12    | Dome-mae Chiyozaki Kyocera Dome Osaka | ドーム前千代崎 (京セラドーム大阪)   | 0,6           | Hanshin: Línea Namba (Dome-mae)                                                              | Nishi-ku, Osaka      | 34°40′16″N 135°28′46″E / 34.67111, 135.47944 |
| N13    | Nishi-Nagahori                        | 西長堀                              | 1,6           | Línea Sennichimae (S14)                                                                      | Nishi-ku, Osaka      | 34°40′33″N 135°29′13″E / 34.67583, 135.48694 |
| N14    | Nishiōhashi                           | 西大橋                              | 2,2           |                                                                                              | Nishi-ku, Osaka      | 34°40′32″N 135°29′37″E / 34.67556, 135.49361 |
| N15    | Shinsaibashi                          | 心斎橋                              | 2,7           | - Línea Midōsuji (M19) - Línea Yotsubashi (Yotsubashi - Y14)                                 | Chūō-ku, Osaka       | 34°40′30″N 135°29′59″E / 34.67500, 135.49972 |
| N16    | Nagahoribashi                         | 長堀橋                              | 3,4           | Línea Sakaisuji (K16)                                                                        | Chūō-ku, Osaka       | 34°40′30″N 135°30′23″E / 34.67500, 135.50639 |
| N17    | Matsuyamachi                          | 松屋町                              | 4,0           |                                                                                              | Chūō-ku, Osaka       | 34°40′32″N 135°30′45″E / 34.67556, 135.51250 |
| N18    | Tanimachi Rokuchōme                   | 谷町六丁目                          | 4,4           | Línea Tanimachi (T24)                                                                        | Chūō-ku, Osaka       | 34°40′34″N 135°31′05″E / 34.67611, 135.51806 |
| N19    | Tamatsukuri                           | 玉造                                | 5,7           | JR West: Línea Bucle de Osaka                                                                | Tennōji-ku, Osaka    | 34°40′29″N 135°31′49″E / 34.67472, 135.53028 |
| N20    | Morinomiya                            | 森ノ宮                              | 6,7           | - Línea Chūō (C19) - JR West: Línea Circular de Osaka                                        | Chūō-ku, Osaka       | 34°40′55″N 135°32′00″E / 34.68194, 135.53333 |
| N21    | Osaka Business Park Osaka-jo Hall     | 大阪ビジネスパーク (大阪城ホール前) | 7,8           |                                                                                              | Chūō-ku, Osaka       | 34°41′31″N 135°31′47″E / 34.69194, 135.52972 |
| N22    | Kyōbashi                              | 京橋                                | 8,5           | - JR West: - Línea Circular de Osaka - Línea Katamachi - Línea Tozai - Keihan - Línea Keihan | Miyakojima-ku, Osaka | 34°41′48″N 135°31′48″E / 34.69667, 135.53000 |
| N23    | Gamō-yonchōme                         | 蒲生四丁目                          | 10,2          | Línea Imazatosuji (I18)                                                                      | Jōtō-ku, Osaka       | 34°42′01″N 135°32′52″E / 34.70028, 135.54778 |
| N24    | Imafuku-Tsurumi                       | 今福鶴見                            | 11,4          |                                                                                              | Jōtō-ku, Osaka       | 34°42′07″N 135°33′37″E / 34.70194, 135.56028 |
| N25    | Yokotsuzumi                           | 横堤                                | 12,5          |                                                                                              | Tsurumi-ku, Osaka    | 34°42′13″N 135°34′23″E / 34.70361, 135.57306 |
| N26    | Tsurumi-ryokuchi                      | 鶴見緑地                            | 13,7          |                                                                                              | Tsurumi-ku, Osaka    | 34°42′39″N 135°34′49″E / 34.71083, 135.58028 |
| N27    | Kadoma-minami                         | 門真南                              | 15,0          |                                                                                              | Kadoma               | 34°43′00″N 135°35′32″E / 34.71667, 135.59222 |